# Hoogvliet (supermarkt)

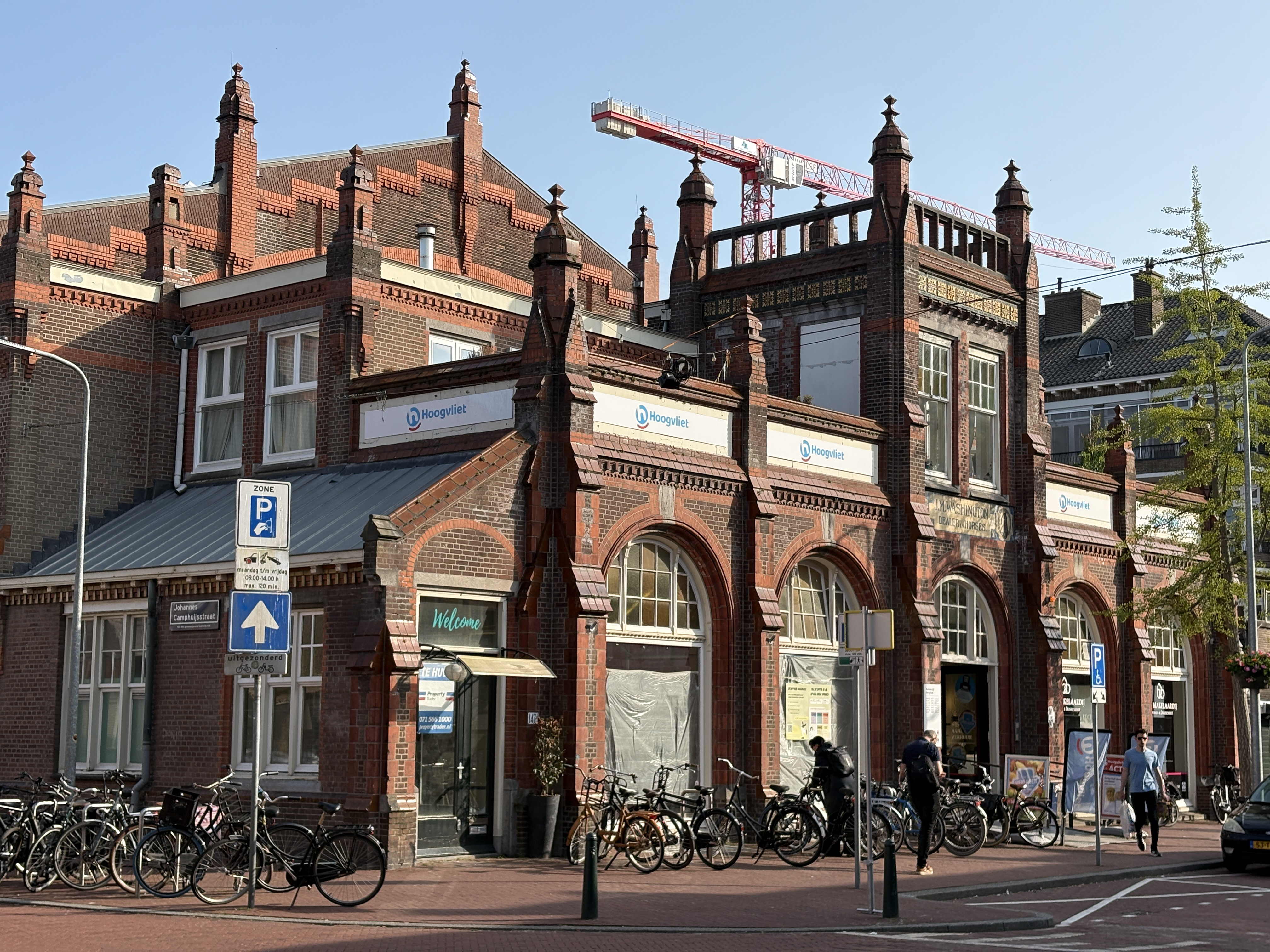
Een Haags filiaal is gevestigd in een Rijksmonument

Hoogvliet is een supermarktketen die in 1968 werd opgericht door Leen Hoogvliet aan de Mariëndijk in Kwintsheul. De familie Hoogvliet, onder leiding van vader Joris, bestierde voor de oprichting van de supermarkt een kleine keten van groentewinkels in Den Haag en omstreken. In 2024 werd het bedrijf uitgeroepen tot de 'Beste Supermarkt van Nederland'. Hoogvliet heeft 75 filialen in Noord-Holland, Zuid-Holland, Utrecht, Gelderland en Noord-Brabant (in 2024). Het service- en distributiecentrum is gevestigd in Bleiswijk. Hoogvliet voert zowel een eigen huismerk als het merk g'woon van inkoopcombinatie Superunie.

## Filialen
In 1968 werd de eerste zelfbedieningszaak geopend, die toen de naam Cash & Carry droeg. Deze naam werd ook gebruikt door andere winkeliers. Leen Hoogvliet besloot daarom in 1974 het bedrijf de naam Hoogvliet te geven. In 2003 opende Hoogvliet een filiaal in het gelijknamige Rotterdamse stadsdeel Hoogvliet. In Woudenberg staat een van de grootste filialen.
In 2009 had het bedrijf zelfscankassa's in meer dan de helft van zijn winkels geïnstalleerd en was daarmee een van de voorlopers.
Sinds eind 2013 kunnen boodschappen ook besteld worden in de webwinkel van Hoogvliet. De klant dient ze daarna in de winkel op te halen.
In 2017 werd begonnen met het thuisbezorgen van boodschappen in verschillende plaatsen in Zuid-Holland. De gebieden zouden in een latere fase worden uitgebreid.
Hoogvliet heeft anno 2024 75 vestigingen.

## Distributie
In 2011 kocht Hoogvliet grond op een bedrijventerrein bij Bleiswijk voor de bouw van een nieuw distributiecentrum. Vanwege een conflict met de gemeente Alphen aan den Rijn zou het bedrijf aldaar vertrekken. In 2016 werd Hoogvliets bakkerij op het terrein in Bleiswijk geopend en in 2017 werd een start gemaakt met de bouw van de overige panden. In 2021 verhuisden de laatste activiteiten naar het nieuwe distributiecentrum.